# Hans H. Fussing
 Der er flere personer med dette navn, se Hans Fussing.
Hans Hinrichsen Fussing (født 18. marts 1897 i Skive, død 30. april 1956 i Gentofte) var en dansk historiker.

## Karriere
Han var søn af arkitekt Andreas Fussing (1871-1958) og Gudrun født Hinrichsen (1870-1945).
Fussing blev student 1915 fra Østre Borgerdyd Gymnasium og 1923 cand.mag. i historie, dansk og latin. Han blev ansat som adjunkt ved Odense Katedralskole, blev i 1935 lektor ved Vestre Borgerdydskole og fra 1943 til sin død faglig medhjælper for undervisningsinspektøren, fra samme år ligeledes censor ved skoleembedseksamen i historie. Han blev dr.phil. i 1942 på afhandlingen Herremand og Fæstebonde. Studier i dansk Landbrugshistorie omkring 1600. 1952 blev han Ridder af Dannebrog. 1937–42 var han formand for Historisk Samfund.
Gennem hele sit liv var han arkivforsker og fremdrog fra arkiverne store mængder tidligere uudnyttet materiale i form af jordebøger, tingbøger, godsregnskaber med mere. Hans forskning samlede sig fortrinsvis om studiet af herregårdenes og godsernes økonomiske forhold samt om befolkningsforhold. Som inspirationskilder for hans virke regnes Svend Aakjærs afhandling Fjends Herreds Selvejerbønder fra 1921 og Erik Arups Danmarks Historie fra 1925, hvilken sidste han dog med tiden blev mere kritisk indstillet over for.

## Forsker i herregårdsforhold
Fussings første større trykte arbejde var en udgivelse af Erik Hardenbergs jordebog, hvilket blev trykt i Odense Katedralskoles Program 1928. Dermed indledtes hans forskning af godsernes forhold i tiden 1536-1660. Disse omfattede først de rantzauske jordebøger og regnskaber i Løvenholms arkiv. Senere fulgte afhandlingen Gessingholm 1609-1663. En landbrugshistorisk Studie og efter denne afhandlinger om herregårdene Skovgaard, Damstrup og Sødringholm. Dette arbejde førte frem mod doktordisputatsen, hvori han fastslog, at landgilden ikke var uforanderlig (modsat Johannes Steenstrups opfattelse), og at landgildeforøgelserne i det store og hele var beskedne og formentlig må tilskrives udvidelser af gårdenes tilliggender. Han fastslog, at bestemmelsen i en kongelig forordning af 1639 om, at landgilderestancerne hvert år skulle tinglyses af herremændene, modvirkede, at bøndernes gæld voksede så meget, at de kunne dømmes fra gårdene. I stedet skete der i denne periode en udvidelse af hoveriet. Men samtidig fik bønderne i retslig henseende en stadig mere sikker stilling, idet retsvæsenet fra herredsting til kongens retterting og herredagen sikrede dem imod en vilkårlig behandling og domme i henhold til gældende lov. "Danmark var et retssamfund" fastslog afhandlingens sidste sætning.

## Forsker i lensregnskaber
Efter disputatsen fulgte nye afhandlingen Stjernholm Len 1603-1661. Studier i Krongodsets Forvaltning. Fussing var på dette område en forskningspioner, og han gennemførte studiet af lensregnskabet med samme grundige redelighed som i hans godsstudier. De slutninger, som Fussing mente at kunne udlede heraf, svækkedes dog i deres almengyldighed ved, at han ikke fik inddraget materiale fra andre len til sammenligning.

## Forsker i befolkningsforhold
I 1932 skrev han, inspireret af Gustav Bangs kirkebogsstudier en afhandling i "Fortid og Nutid" om antallet af fødte og døde i de bevarede fynske kirkebøger for årene 1655-1663 og påviste derved, at fødslerne under Karl Gustav-krigene faldt med omkring 40% i forhold til den foregående fredstid samt at dødeligheden i 1660 voksede til det femdobbelte. Disse resultater inspirerede ham siden til afhandlingen Øernes Befolkning under Karl Gustavkrigene, hvori han for Sjællands vedkommende kom til det resultat, at store epidemier i årene 1652-1657 fik dødeligheden til at stige kraftigt, hvor imod en lignende stigning ikke kunne påvises på Fyn. Han fandt her sammenhænge mellem dødelighedens fordeling fra egn til egn og henholdsvis forringede ernæringsforhold som følge af et lille foldudbytte for byg i årene 1655-1658 og svækkelsen ved epidemier. Hele denne problematik er siden fulgt op af andre, således Aksel Lassen i Skæbneåret 1659 (fra 1958) og Lise Gerda Knudsen i Pesten grasserer! (fra 2005).
Desuden foretog han pionerstudier om Bybefolkningen 1600-1660, hvori han udnytter bevarede førlovsregnskaber til at finde ud af hvorfra og hvortil, købstædernes borgere flyttede. Dette værk blev udgivet posthumt.

## Ægteskaber
Gift 1. gang 12. juli 1923 i København (borgerlig vielse) med Ellinor Vibeke Bülow (23. april 1896 i Korsør – 6. februar 1940 i Hellerup), datter af postekspedient, senere postmester i Stege Emil Sophus Ivar Ludvig Bülow (1863-1932) og Anna Cathrine Winge (1874-1945). Gift 2. gang 30. april 1942 i Slagelse (borgerlig vielse) med journalist, senere lektor Inge Høg (21. marts 1911 på Frederiksberg – ?), datter af sømaskinmester Jens Peter Adolf Emil Hansen Høg (1880-1935) og Anna Thomine Christensen (1880-1950).
Han er begravet på Hellerup Kirkegård.
Axel Hou har udført et barneportræt af Fussing 1903.

## Forfatterskab
- Hans H. Fussing: Herremand og Fæstebonde. Studier i dansk landbrugshistorie omkring 1600, 1942, reprotryk 1973.
- Hans H. Fussing: Stjernholm len 1603-1661. Studier i krongodsets forvaltning, Det Kongelige Danske Videnskabernes Selskab 1951.
- Hans H. Fussing: "Bybefolkningen 1600-1660", Skrifter udgivet af Jysk Selskab for Historie, Sprog og Litteratur, nr. 1, Universitetsforlaget i Aarhus 1957.

### På internettet
- Hans H. Fussing: "Godsregnskaber fra Gessingholm 1619—1661" (Historie/Jyske Samlinger, 5. række, Bind 1; 1932)
- Hans H. Fussing: "Gessingholm 1609 — 1663. En landbrugshistorisk studie. Første Afsnit" (Historisk Tidsskrift, 10. række, Bind 3; 1934)
- Hans H. Fussing: "Gessingholm 1609 — 1663. En landbrugshistorisk studie. Andet Afsnit" (Historisk Tidsskrift, 10. række, Bind 3; 1934)
- Hans H. Fussing: "Skovgaards drift i Christian Rantzaus ejertid 1635—1663" (Historie/Jyske Samlinger, 5. række, Bind 2; 1935)
- Hans H. Fussing: "Demstrup og Sødringholm 1625—63" (Historie/Jyske Samlinger, 5. række, Bind 3; 1937)
- Hans H. Fussing: "En tapper Skrædder" (Historie/Jyske Samlinger, 5. række, Bind 4; 1939)
- Hans H. Fussing: "Kirsten Munk som frue paa Boller og fange paa Stjernholm 1630—35" (Historie/Jyske Samlinger, 5. række, Bind 5; 1939)
- Hans H. Fussing: "Øernes befolkning under Karl Gustavkrigene" (Historisk Tidsskrift, Bd. 11, rk. 1; 1944)
- Hans H. Fussing: "De svenske udskrivninger i Jylland 1658" (Historie/Jyske Samlinger, 5. række, Bind 8; 1946)
- Hans H. Fussing: "Skiftevæsnet på sjællandske lovs område og bobrud og førlov på Møn i 1600-tallet" (Historisk Tidsskrift, 11. række, Bind 3; 1950)
- Hans H. Fussing: "Mourids Podebusk" (Historie/Jyske Samlinger, Ny række, Bind 3; 1954)

## Andres anmeldelser
- Knud Fabricius (anmeldelse af): "Hans Fussing: Herremand og Fæstebonde, Studier i dansk Landbrugshistorie omkr. 1600 (Kbh. 1942, XII- 518 Sider)" (Historisk Tidsskrift, 10. række, Bind 6; 1942)
- Johan Hvidtfeldt (anmeldelse af): "Hans H. Fussing: Herremand og Fæstebonde. (Nyt nordisk Forlag. 1942.)" (Historie/Jyske Samlinger, 5. række, Bind 7; 1943)
- Gunnar Olsen (anmeldelse af): "Hans H. Fussing: Stiernholm len 1603 —1611. Det kongelige danske videnskabernes selskab. Historisk-filologiske skrifter, bind III, nr. 1. (Ejnar Munksgaard, 1951)" (Historie/Jyske Samlinger, Ny række, Bind 1; 1950)

## Nekrolog
- C. O. Bøggild-Andersen (i: Hans H. Fussing: "Bybefolkningen 1600-1660"; Skrifter udgivet af Jysk Selskab for Historie, Sprog og Litteratur, nr. 1; Universitetsforlaget i Aarhus 1957)